# 王通 (隋朝)

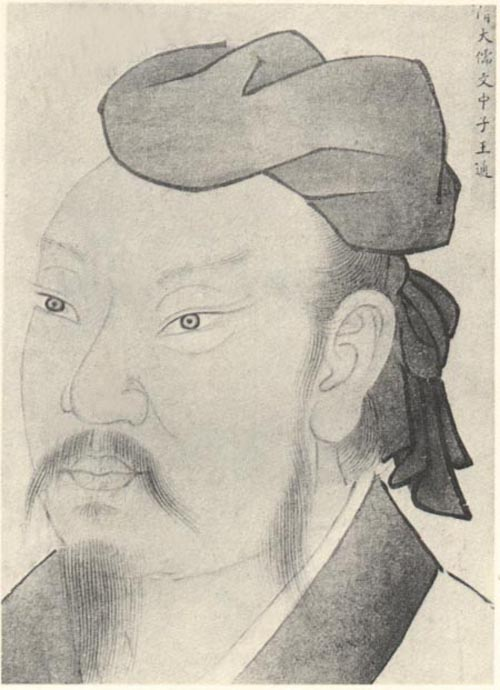
清宫殿藏本文中子王通画像

王通（584年—617年），字仲淹，谥号文中子，外號王孔子，绛州龙门县（今山西河津市）人，隋朝大儒。著作等身，三十三歲離世。

## 生平

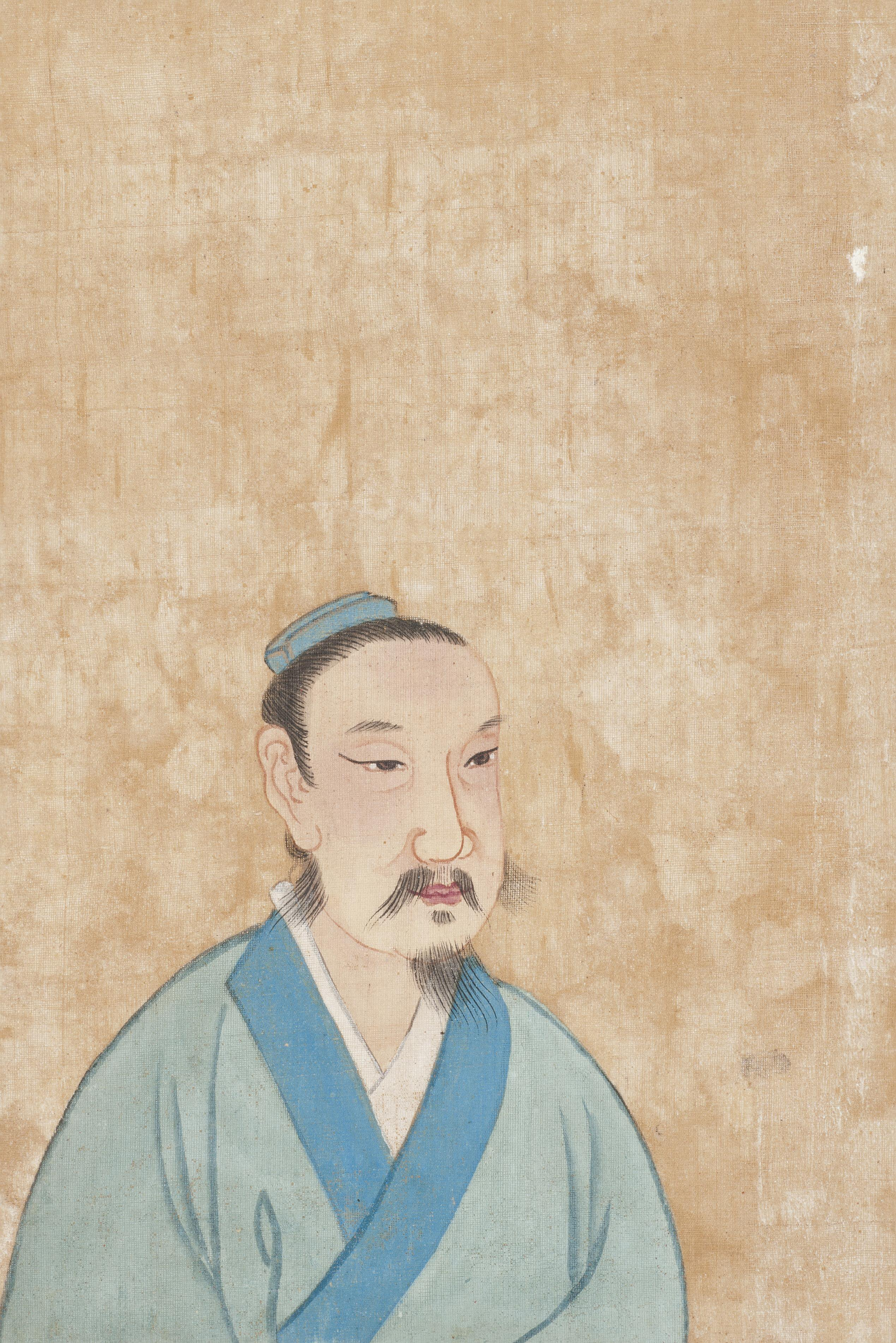
王通像

王通生於隋文帝开皇四年，十八歲時秀才及第。仁壽三年（603年）西遊長安，見薛道衡，見隋文帝，獻上《太平十二策》，未受重用，遂吟《東征之歌》而歸。後來由於同鄉薛道衡的推薦，授以蜀郡司戶書佐、蜀王侍郎，不久“棄官歸，以著書講學為業”，于家乡北山白牛溪授徒自给，有弟子多人，时称“河汾门下”，“门人常以百数，唯河南董恒、南阳程元、中山贾琼、河东薛收、太山姚义、太原温彦博、京兆杜淹等十余人为俊颖，而以姚义慷慨，方之仲由；薛收理识，方之庄周。”隋室四度徵召，始终不仕。
大业十三年病逝於龙门县万春乡甘泽里第，弟子取《周易·坤卦·象辞》“黄裳元吉，文在中也”之义，私谥为“文中子”。

## 著作
著有《續六經》（又名《王氏六經》），已佚，《文中子中说》，簡稱《中说》，流传至今。司马光編寫《資治通鑑》時，為了考訂王通的生平，曾撰有長篇之《文中子补传》。

## 家庭

### 六世祖
- 王玄则，刘宋太仆、国子博士，王玄谟的弟弟[6]

### 五世祖
- 王焕，江州刺史

### 四世祖
- 王虬，北魏并州刺史、晋阳穆公

### 曾祖父
- 王彦，同州刺史

### 祖父
- 王某，济州刺史、安康献公

### 父亲
- 王隆，铜川县县令

### 兄弟
- 王绩，唐朝太乐丞

### 子女
- 王福郊
- 王福畤

### 孙子
- 王勃，初唐四傑之一[7]。

## 影响
董恆、姚义、杜淹、李靖、程元、窦威、薛收、贾琼、房玄龄、魏徵、温大雅、陈叔达等人都是王通的弟子。
王通的學說，也對後來宋代的理學影響深遠。

### 引用
1. ↑  薛收《隋故徵君文中子碣銘》：夫子讳通，字仲淹，姓王氏，太原人。初，高祖晋阳穆公自齐归魏，始家龙门。若乃门风祖业之旧，鸿儒积德之胄，事贲家牒，名昭国史。
2. ↑  《文中子世家》：“开皇四年，文中子始生。”
3. ↑  薛收《隋故徵君文中子碣銘》：“十八舉本州秀才，射策高第。”
4. ↑  《中说·天地篇》载“内史薛公见子于长安”。
5. ↑  《文中子世家》：“仁寿三年……文帝闻而伤之，再徵之，不至。……大业元年一徵，又不至。……大业十年，尚书召署蜀郡司户，不就。十一年，以著作佐郎、国子博士徵，并不至。”
6. ↑  《中说·附录》：文中子，王氏，讳通，字仲淹。其先汉征君霸，洁身不仕。十八代祖殷，云中太守，家于祁，以《春秋》《周易》训乡里，为子孙资。十四代祖述，克播前烈，著《春秋义统》，公府辟不就。九代祖寓，遭愍、怀之难，遂东迁焉。寓生罕，罕生秀，皆以文学显。秀生二子，长曰玄谟，次曰玄则；玄谟以将略升，玄则以儒术进。玄则字彦法，即文中子六代祖也，仕宋，历太仆、国子博士，常叹曰：“先君所贵者礼乐，不学者军旅，兄何为哉？”遂究道德，考经籍，谓功业不可以小成也，故卒为洪儒；卿相不可以苟处也，故终为博士，曰先师之职也，不可坠，故江左号王先生，受其道曰王先生业。于是大称儒门，世济厥美。先生生江州府君焕，焕生虬。虬始北事魏，太和中为并州刺史，家河汾，曰晋阳穆公。穆公生同州刺史彦，曰同州府君。彦生济州刺史，一曰安康献公。安康献公生铜川府君，讳隆，字伯高，文中子之父也，传先生之业，教授门人千余。
7. ↑  《杨炯集》卷三《王勃集序》：“君讳勃，……祖父通，……父福畤。”
8. ↑  《中说·附录》：门人自远而至。河南董常，太山姚义，京兆杜淹，赵郡李靖，南阳程元，扶风窦威，河东薛收，中山贾琼，清河房玄龄，巨鹿魏徵，太原温大雅，颍川陈叔达等，咸称师北面，受王佐之道焉。如往来受业者，不可胜数，盖千余人。隋季，文中子之教兴于河汾，雍雍如也。

## 延伸阅读
[在维基数据编辑]
 《欽定古今圖書集成·理學彙編·經籍典·文中子部》，出自陈梦雷《古今圖書集成》

- 刘璞宁：〈王通的政治道统论 （页面存档备份，存于）〉。
- 王通的价值———为《山西万荣县通化村史》序